# Landrückentunnel
 (août 2009).
Si vous disposez d'ouvrages ou d'articles de référence ou si vous connaissez des sites web de qualité traitant du thème abordé ici, merci de compléter l'article en donnant les références utiles à sa vérifiabilité et en les liant à la section « Notes et références ».
Le Landrückentunnel est un tunnel ferroviaire à double voie électrifié de 10,779 km de long, construit de 1982 à 1986. Il unit Kalbach au nord, dans le land de Hesse, à Sinntal.

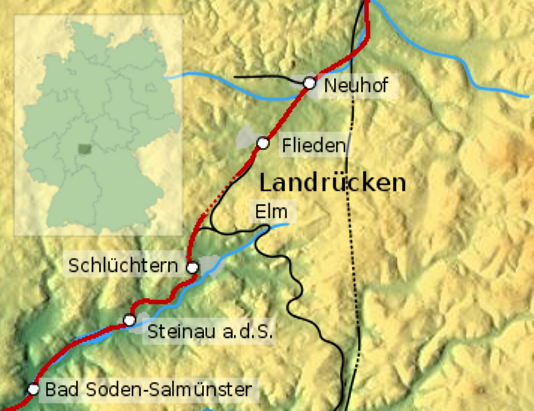
Plan du tracé du tunnel.

C'est le plus long tunnel ferroviaire d'Allemagne. Il est situé sur la LGV Hanovre-Würtzbourg.
Les ICE circulent à des vitesses allant jusqu'à 250 kilomètres par heure dans le tunnel. La vitesse des trains est contrôlée par la Linienzugbeeinflussung. 
Il a été ouvert au trafic en 1988.